# Marius Gonin
Pour les articles homonymes, voir Gonin.
Marius Gonin, né le 21 octobre 1873 à Lyon, mort le 21 août 1937 à Lyon
est un journaliste autodidacte lyonnais, militant catholique social, fondateur de la Chronique sociale et des Semaines sociales de France.

## Biographie
Avec Victor Berne, il fonde à Lyon la Chronique sociale de France le 20 novembre 1892 afin de diffuser la pensée sociale de Rerum Novarum.
Marius Gonin se consacrera jusqu'à sa mort en 1937 à l'administration et à l'organisation des Semaines sociales.

### Sources d'archives
Archives municipales de Lyon, fonds 131II.